# Mirosław Szymkowiak
Mirosław Szymkowiak, poljski nogometaš, * 12. november 1976, Poznań, Poljska.